# Erich Pizka
Erich Pizka (* 10. Dezember 1914 in Freistadt; † 22. November 1996 in Linz) war ein österreichischer Hornist und Professor an der Linzer Musikhochschule.

## Leben
Erich Pizka besuchte die Volks- und Hauptschule in Linz und begann danach eine Lehre als Maschinenschlosser. Neben seiner Lehre nahm er zunächst in Linz bei Josef Wich Horn-Unterricht, daneben hatte er mehrere Jahre Unterricht in Violine und wurde während seiner Schlosserlehre Mitglied des Linzer Konzertvereines als Geiger. Sein Hornlehrer Wich war ein Schüler von Josef Schantl.
Nach der Lehre war Pizka Militärmusiker als Hornist. Seine erste Stelle als Solohornist trat er 1939 im Orchester des Linzer Landestheaters (jetzt Bruckner Orchester Linz) an, konnte diese jedoch nur kurze Zeit ausüben, da er zum Kriegsdienst einberufen wurde. Während des Krieges war er die meiste Zeit in Metz stationiert, wo er Mitglied eines Luftwaffenorchester war und im Symphonieorchester Metz sowie als Aushilfe im Saarbrücker Theater spielte.
Nach dem Krieg kehrte er wieder auf seine Stelle nach Linz zurück. Zudem hatte Pizka einen Lehrauftrag am Anton Bruckner Konservatorium Linz. Auch komponierte und arrangierte er in dieser Zeit Stücke für Hornensemble.
1969 zog sich Pizka aus dem Orchester zurück, behielt seinen Lehrauftrag am Konservatorium jedoch bis 1980.
Sein Sohn Hans Pizka ist ebenfalls ein weltbekannter Hornist.